# 羯陵伽战争
羯陵伽战争（梵语: कळिङ्ग युद्धम्）是阿育王统治下的孔雀帝国与封建共和国羯陵伽（在今奥里萨邦沿海地区）之间发生的战争。羯陵伽人顽强反抗，但最终还是敌不过阿育王的无情进攻。据说战争的惨状导致阿育王最终皈依了佛教。

## 背景

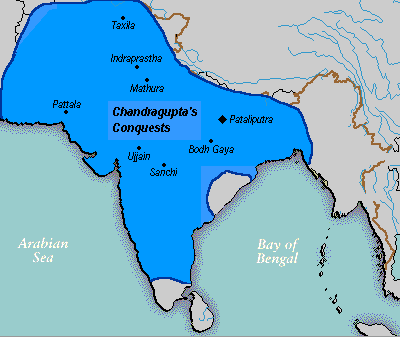
战前的孔雀帝国和羯陵伽

侵略羯陵伽的原因既有政治上的，也有经济上的。在阿育王父亲宾头娑罗王在位时，以摩揭陀为中心的孔雀帝国就奉行扩张政策。 难陀王朝时期，羯陵伽本来是在摩揭陀控制之下，但到了孔雀王朝时却获得了独立。这被孔雀帝国视为一个重大挫折，以及政治威信的丧失。

## 战争过程
拉莫什·普拉萨德·莫哈帕特拉曾经指出“印度历史上没有战争在惨烈程度或结果的重要性上能和羯陵伽战争媲美。人类历史上没有其他战争像羯陵伽战争一样将一个无情的暴君变成一个虔诚的圣人。漫漫历史长河中，只有少数战争能与它相提并论，而且没有任何战争的影响能够超过它。人类的政治史也是一部战争史，没有战争完成了如此和平的使命。”战争开始于阿育王继位后的第8年，也许是前261年。 阿育王的祖父旃陀罗笈多就曾想征服羯陵伽，但被击退。在宾头娑罗死后发生的血腥宫廷斗争后，阿育王试图吞并羯陵伽。在一场血流成河的战役过后阿育王取得了胜利，但战争的结果却使他不再使用武力征服。据说达雅河战役过后，整个战场染遍了红色，100000羯陵伽人和阿育王的100000名战士在战斗中死去。
据推测达乌里山就是当年的战场。它坐落于达雅河畔，在奥利萨邦的布巴内什瓦尔南边8公里。